# Negociações de Manhasset
Negociações de Manhasset (também referidas como Manhasset I, II, III e IV) foi uma série de conversações organizada em quatro rondas em 2007-2008 em Manhasset, Nova Iorque, entre o governo marroquino e representantes do movimento rebelde Frente Polisário para tentar resolver o conflito do Saara Ocidental. Foram consideradas as primeiras negociações diretas em sete anos entre as duas partes. Também estiveram presentes nas negociações os países vizinhos: Argélia e Mauritânia.
As negociações resultaram da Resolução 1754 do Conselho de Segurança das Nações Unidas, de 30 de abril de 2007, que exortou ambas as partes a "entrar em negociações diretas sem pré-condições e de boa fé". A resolução também estipulou a extensão da Missão das Nações Unidas para o referendo no Saara Ocidental (MINURSO) até 31 de outubro de 2007.
A primeira rodada de negociações ocorreu de 18 a 19 de junho de 2007, durante a qual ambas as partes concordaram em retomar as conversações de 10 a 11 de agosto. A segunda rodada terminou sem avanços, mas as partes concordaram novamente em se encontrar para outra rodada. Durante a última rodada, realizada entre 8 e 9 de janeiro de 2008, as partes concordaram sobre "a necessidade de passar para uma fase mais intensa e substantiva de negociações". Uma quarta rodada foi realizada de 18 a 19 de março de 2008. As negociações estavam sendo supervisionadas por Peter van Walsum, enviado pessoal do secretário-geral da ONU, Ban Ki-moon, para o Saara Ocidental.

## Delegações

### Marrocos
- Chakib Benmoussa, ministro do Interior e chefe das negociações
- Taieb Fassi Fihri, ministro-adjunto dos Negócios Estrangeiros,
- Khalihenna Ould Errachid, presidente da CORCAS,
- Yassine Mansouri, chefe dos serviços secretos marroquinos (DGED),
- Mohamed Saleh Tamek, super governador da província de Rio de Oro (Oued Dahab)
- Maoulainine Khallihenna, secretário-geral da CORCAS

### Frente Polisário
- Mahfoud Ali Beiba, presidente do Conselho Nacional Saaraui e chefe da delegação da Frente Polisário,
- Bachir Radhi Segaiar, conselheiro do líder da Frente Polisário Mohammed Abdelaziz,
- Ahmed Boukhari, representante da Frente Polisário na ONU
- Brahim Ghali
- Mohamed Khadad
- Sidi M. Omar

### Argélia
- Abdallah Baali, embaixador e conselheiro do Ministério dos Negócios Estrangeiros
- Youcef Yousfi, embaixador na ONU

### Mauritânia
- Sidi Mohamed Ould Boubacar, embaixador em Espanha
- Abderrahim Ould Hadrami, embaixador na ONU
- Abdelhafid Hemmaz, conselheiro do Ministério dos Negócios Estrangeiros